# Conquista (Minas Gerais)
Conquista est une municipalité brésilienne de l'État du Minas Gerais et la microrégion d'Uberaba.